# XBIZ Award for Female Foreign Performer of the Year
L'XBIZ Award for Female Performer of the Year è un premio pornografico assegnato all'attrice straniera votata come migliore dalla XBIZ, l'ente che assegna gli XBIZ Awards, uno dei maggiori premi del settore.
Come per gli altri premi, viene assegnato nel corso di una cerimonia che si svolge a Los Angeles, solitamente nel mese di gennaio, dal 2011.

## Vincitrici e candidate

### Anni 2010
| Anno            | 2011 | 2012 | 2013 | 2014 | 2015 | 2016 | 2017 | 2018 | 2019 |
| --------------- | --- | --- | --- | --- | --- | --- | --- | --- | --- |
| Vincitrice      | Katsuni | Anna Polina | Erica Fontes | Cayenne Klein | Misha Cross | Angela White | Valentina Nappi | Stella Cox | Ella Hughes |
| Altre candidate | Blue Angel Jenny Baby Angel Dark Cindy Hope Lea Lexis Natasha Marley Aletta Ocean Sandra Shine Tarra White | Black Angelika Carla Cox Aleska Diamond Cindy Hope Katie K Katsuni Laly Jade Laroche Anna Lovato Gemma Massey Sophie Moone Aletta Ocean Sandra Shine Brandy Smile | Blue Angel Suzie Carina Claire Castel Abbie Cat Liza del Sierra Aleska Diamond Cathy Heaven Cindy Hope Katie K Anissa Kate Jade Laroche Aletta Ocean Anna Polina Daisy Rock | Carolina Abril Samantha Bentley Claire Castel Aleska Diamond Erica Fontes Marica Hase Henessy Franceska Jaimes Anissa Kate Valentina Nappi Anna Polina Sophie Moone Jessie Volt Tarra White | Amirah Adara Samantha Bentley Ava Dalush Erica Fontes Marica Hase Jasmine Jae Anissa Kate Kiara Lord Lexi Lowe Vanda Lust Anna Polina Lola Reve Sophie Moone Jessie Volt | Carolina Abril Amirah Adara Samantha Bentley Claire Castel Christen Courtney Ava Dalush Erica Fontes Jasmine Jae Franceska Jaimes Anissa Kate Chloe Lacourt Manon Martin Valentina Nappi Lola Reve | Amirah Adara Nikita Bellucci Samantha Bentley Stella Cox Misha Cross Jasmine Jae Anissa Kate Lexi Lowe Aletta Ocean Anna Polina Nekane Sweet Alexa Tomas Jessie Volt Angela White | Alexa Tomas Amirah Adara Anissa Kate Apolonia Lapiedra Cherry Kiss Gina Gerson Henessy Jasmine Jae Jessie Volt Misha Cross Nekane Sweet Nikita Bellucci Tina Kay Valentina Nappi | Amirah Adara Misha Cross Stella Cox Cléa Gaultier Henessy Anissa Kate Apolonia Lapiedra Valentina Nappi Angel Wicky |

### Anni 2020
| Anno            | 2020 | 2021          | 2022          |
| --------------- | --- | ------------- | ------------- |
| Vincitrice      | Tina Kay | Non assegnato | Non assegnato |
| Altre candidate | Amirah Adara Anissa Kate Cherry Kiss Cléa Gaultier Ella Hughes Jia Lissa Misha Cross Tiffany Tatum Valentina Nappi | Non assegnato | Non assegnato |